# Coelioxys tegularis
Coelioxys tegularis är en biart som beskrevs av Cresson 1869. Coelioxys tegularis ingår i släktet kägelbin, och familjen buksamlarbin. Inga underarter finns listade i Catalogue of Life.